# Cattedrale di Nostra Signora della Solitudine (Acapulco)
La cattedrale di Nostra Signora della Solitudine è la chiesa cattedrale dell'arcidiocesi di Acapulco, città del Messico nota per il turismo balneare.

## Storia
Sita al centro del porto in Plaza Juan N. Álvarez, chiamata Zocalo, occupa uno spazio che è sempre stato dedicato al culto cattolico sin dal 1555. La costruzione attuale inizia nel 1930 come set di un film. Una volta andata via la troupe, la chiesa, ampliata per altri venti anni, diviene un luogo di culto e dal 1959 la cattedrale dell'arcidiocesi. A causa dello spazio insufficiente nel presbiterio, delle piccole dimensioni non ampliabili per la sua collocazione nel centro storico e per la tipologia costruttiva usata, l'arcidiocesi nel 2003 ha iniziato la costruzione di una nuova cattedrale di Cristo Re su progetto di Plutarco Barreiro e Francisco Cabrera.

## Esterno
La cattedrale combina architettonicamente più stili. Nella costruzione è possibile apprezzare dettagli neocoloniali, mentre la cupola blu è moresca e le torri bizantine.

## Interno
L'interno è decorato con azulejos e mosaici dorati e bianchi, mentre i muri sono dipinti di bianco e blu. Fra le molte statue che ravvivano la chiesa, l'attrazione più importante per i fedeli è la statua del Cristo che giace in una bara di cristallo.